# キド・タモツ
キド・タモツ（1952年4月6日 - ）は、日本の漫画家。東京都出身。

## 経歴
1977年、小学館新人コミック大賞受賞作『ゴリポン君』でデビュー。同作は後に創刊から一年足らずの『月刊コロコロコミック』（小学館）に連載され、コロコロの初期のギャグ漫画を飾った。その後は小学館の雑誌で活動したのち、活動を他の出版社の雑誌に移した。『ゴリポン君』以外の代表作に『100てんコミック』（双葉社）に連載された『釣りガキ大統領』がある。
詳細は不明だが、現在は千葉県の病院で事務長を務めているという。

## 作品リスト
- ゴリポン君（月刊コロコロコミック、小学館、全3巻）
- ドンべえ（月刊コロコロコミック、小学館）
- 変態忍者嵐（小学四年生付録、小学館）
- フンドシくん（別冊コロコロコミック、小学館）
- ガリ勉くん（月刊コロコロコミック、小学館）
- 刑事ゴリデカ（月刊コロコロコミック、小学館）
- 釣りガキ大統領（100てんコミック、双葉社、全3巻）※『キドタモツ』名義
- ビバ!ギューちゃん先生（コミックボンボン、講談社）

## その他
- ライターの大西祥平はキドのファンだったらしく、飛鳥新社刊『定本コロコロ爆伝!! 1977-2009』でキドを熱く語っている。